# Хьюбнер, Роберт
Роберт Джозеф Хюбнер (англ. Robert Joseph Huebner; 23 февраля 1914 — 26 августа 1998) — американский врач, вирусолог, его исследования вирусов и их причин, привели к пониманию взаимосвязи между вирусами и раком.

## Биография
Хюбнер родился в Чевиоте, штат Огайо, западном пригороде Цинциннати, 23 февраля 1914 года. После учебы в местной приходской начальной школе он поступил в среднюю школу Elder High School, которую окончил в 1932 году. Затем он поступил в колледж Ксавьера, позднее — в университет Ксавьера, где его специализацией были экономика и английская литература. Хюбнер решает посвятить жизнь медицине и стать врачом. Он слушает курс в Университете Цинциннати и с 1938 года проходит обучение в Медицинской школе Университета Сент-Луиса. Поскольку у Роберта было недостаточно средств для оплаты обучения, ему приходилось работать (вышибалой в борделе), что было нарушением правил школы и его чуть не отчислили за нарушения этих правил. Ему удалось уладить вопрос и в 1942 году он окончил данную школу в числе пятерки лучших в своем классе.
После окончания учебы он присоединился к Службе общественного здравоохранения США во время Второй мировой войны, был направлен в Морской госпиталь Соединенных Штатов в Сиэтле на год, а затем на корабль береговой охраны США «Хемлок» на Аляске. Служба общественного здравоохранения перевела его на должность исследователя в Национальные институты здравоохранения в июле 1944 года.

### Личная жизнь
Роберт Хюбнер купил ферму площадью 300 акров (1,2 км2) за 4000 долларов в Фредерике, штат Мэриленд, где он жил со своей семьей, используя деньги, которые он получил как часть награды за свои исследования риккетсиоза, чтобы внести необходимый первоначальный взнос. Все дети в его семье должны были участвовать в помощи по хозяйству, разведении крупного рогатого скота (ангусской породы), чтобы оплатить их обучение в колледже.
К моменту смерти Хюбнера в 1998 году фермой управляли трое его детей.
Хюбнер умер в возрасте 84 лет от пневмонии 26 августа 1998 года в Медицинском центре Управления по делам ветеранов в Коутсвилле, штат Пенсильвания, где он проживал с 1991 года. У него была диагностирована болезнь Альцгеймера в начале 1980-х. У него осталась вторая жена Харриет, а также шесть дочерей, два сына и 11 внуков.

### Риккетсиоз
В 1945 году (июнь- июль) Хюбнера попросили расследовать вспышку пятнистой лихорадки, поразившую более 100 жителей Нью-Йорка, большинство из которых были жителями одного жилого комплекса в Кью-Гарденс, Квинс. Местные врачи изначально не сообщали о случаях заболевания властям, так как у большинства наблюдалась сыпь и лихорадка, но они выздоравливали в течение двух недель без какого-либо специального лечения. Департамент здравоохранения Нью-Йорка был проинформирован после того, как в жилом комплексе Квинс разразилась «небольшая эпидемия», и люди были отправлены в больницы с сильной лихорадкой и кожными повреждениями. Все семь известных риккетсиозных заболеваний были исключены на основании тестов. Во время посещения комплекса с энтомологом-самоучкой Чарльзом Померанцем, были сняты обои и обнаружилось, что стены кишат клещами, да так что арендаторы описывали, что «стены двигались». Исследования Хюбнера привели к выводу, что заболевшие были укушены клещом, идентифицированным Allodermanyssus sanguineus, обнаруженным у мышей, которые заражали кладовые и участки мусоросжигательных заводов. После культивирования и выделения этого организма на лабораторных мышах патоген, который они назвали Rickettsia akari, был идентифицирован как основная причина заболевания, которое теперь называется риккетсиозом. Министерство здравоохранения объявило о программе работы по уничтожению мышей, которые были переносчиками болезни.
Хюбнер задокументировал свои открытия нового заболевания в статье 1947 года, опубликованной в Журнале Американской медицинской ассоциации. Он был отмечен Американским обществом тропической медицины за свои усилия и получил премию Бейли К. Эшфорда в 1949 году, в которую вошел приз в размере 1000 долларов от Eli Lilly and Company, который он позже использовал в качестве первоначального взноса для фермы в Фредерике, штат Мэриленд.

### Q лихорадка
Первой работой Хюбнера по Q-лихорадке был отчет, который он сделал о вспышке из 18 случаев, произошедшей в начале 1946 года в лаборатории NIH. Тогда он подготовил еще один отчет о группе из 47 пациентов, проходящих лечение от такого же состояния в больнице общественного здравоохранения в Балтиморе. Весной 1947 года его отправили расследовать вспышку болезни на молочных фермах в районе Лос-Анджелеса, где было много ферм, в которых животным отводилось мало пространства, что привело к появлению того, что Хюбнер назвал «не пастеризованными коровами». Хюбнер обнаружил, что причиной является член семейства риккетсий, которое было обнаружено в емкостях с не пастеризованным молоком. Причиной этого была Coxiella burnetii, результаты исследования которой были опубликованы в 1948 году в Американском журнале общественного здравоохранения. Фермеры были возмущены обвинениями в причастности к возникновению вспышки заболевания и должны нести ответственность за этот инцидент, они оказали давление на местных чиновников здравоохранения, чтобы те попросили Хюбнера покинуть этот район.
Хюбнер обнаружил, что бактерии C. burnetii могут выдерживать температуры до 60 °C (140 °F) в герметичных контейнерах в течение 30 минут, что чуть ниже уровней, используемых для пастеризации. Это означало, что пастеризация может не справится с задачей истребления патогенной флоры.

### Аденовирус и онкогены
Пытаясь вырастить вирусы простуды, Роберт и его коллега доктор Уоллес Роу сначала попытались использовать ткань лимфоидов и миндалин, а затем использовали культуру на основе опухолевых клеток. Из этой культуры они выделили цитомегаловирус, а также первый из большого семейства аденовирусов. Доктор Роберт М. Чанок сказал, что это открытие «поставило его рядом с Сабином» (создателем пероральной вакцины против полиомиелита) и это- один из «великих моментов в вирусологии». Основываясь на своих наблюдениях, Хюбнер и Роу предположили, что эти вирусы могут запускать неизвестный ген, вызывающий неконтролируемый рост клеток.
В статье, опубликованной в Proceedings of the National Academy of Sciences в 1969 году, Хюбнер выдвинул свою теорию о том, что онкогены, тогда еще гипотетическая конструкция, могут вызывать мутацию нормальных клеток и превращение их в злокачественные. Был обнаружен специфический ген, соответствующий теоретическому описанию, который привел к разработке методов лечения рака и других заболеваний. Хюбнер был уверен, что вирусы являются причиной рака у людей, и убедил Министерство здравоохранения, образования и социального обеспечения США предоставить 60 миллионов долларов в виде грантов на финансирование исследований в области проекта «Война с раком». Это привело к открытию роли, которую цитомегаловирус играет в оппортунистических инфекциях у пациентов с иммунодефицитом. Исследования ретровирусов привели к разработке вакцины от гепатита В, что привело к значительному снижению заболеваемости раком печени.
В 1968 году он занял должность начальника лаборатории вирусного канцерогенеза Национального института рака и проработал там до выхода на пенсию в 1982 году.

## Награды и признание
Президент Соединенных Штатов Ричард Никсон вручил Хюбнеру Национальную медаль науки на обеде в Белом доме, состоявшемся 16 февраля 1970 года, в знак признания его «вклада в современное понимание биологии вирусов и их роли в индукции различных заболеваний».
Хюбнер был удостоен должности и активно участвовал в Национальной академии наук США.
Награжден премией Рокфеллера за заслуги перед обществом.